# Ryki
Ryki ist eine Stadt im Powiat Rycki der Woiwodschaft Lublin in Polen. Sie ist Sitz der gleichnamigen Stadt- und Landgemeinde mit mehr als 20.000 Einwohnern.

## Gemeinde
Zur Stadt- und Landgemeinde gehören neben der Stadt Ryki 30 Ortschaften mit je einem Schulzenamt.

## Geschichte

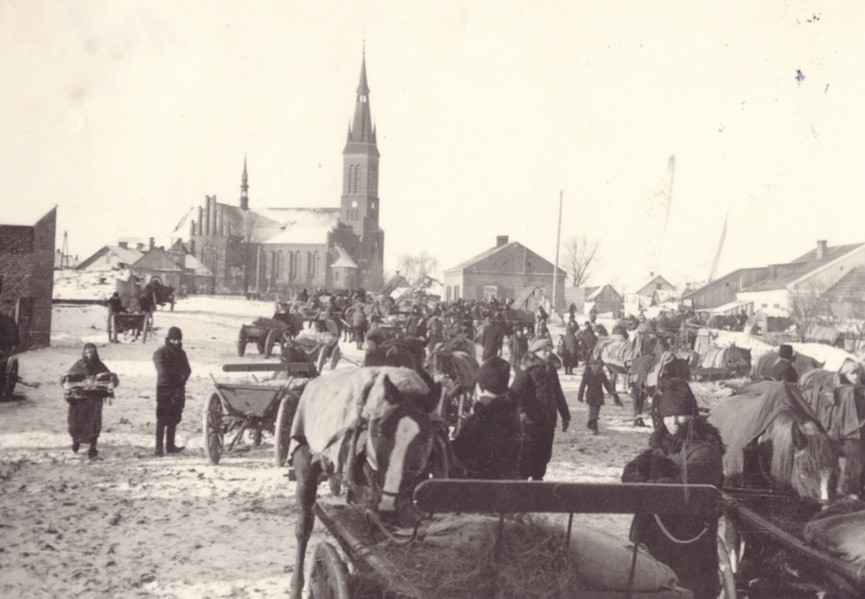
Ryki im Objektiv eines Angehörigen der Wehrmacht Ende 1939

Ryki wurde im September 1939 von der Wehrmacht besetzt. Nach der Einrichtung eines Ghettos wurden über 3000 jüdische Einwohner im Zuge des Holocausts in den Vernichtungslagern Treblinka und Sobibór ermordet.